# Mönchsberg
Le Mönchsberg est une colline au centre de la ville de Salzbourg, en Autriche, sur la rive gauche de la Salzach, dont le nom vient de la présence de l'archi-abbaye Saint-Pierre.
Avec une alternance à petite échelle de forêts et de prairies et ses nombreux points de vue, le Mönchsberg est particulièrement apprécié en tant que zone de loisirs locale et destination de promenade.

## Géologie
La colline se compose principalement de conglomérat. Ce conglomérat s'est formé à partir de sédiments déposés sous forme de delta fluvial dans le grand lac du bassin de Salzbourg. Il est constitué de couches à grain fin et à grain moyen, de bancs posés en diagonale les uns sur les autres, entre lesquels se trouvent des couches de sable (surtout du sable grossier, très rarement du sable fin).
Les forages du conglomérat montrent que la roche du Mönchsberg ne repose pas sur un sous-sol dur mais sur une moraine de sol meuble ou sur des couches de Gosau (grès et marne). Des fentes de dépression parallèles à la pente, souvent remplies d'argile, se sont formées au niveau des parois rocheuses. Elles ont probablement été créées par la rivière Salzach en passant sous la montagne, par l'extraction de carrières ou par des processus de dépression naturels. Les fractures font pénétrer plus d'eau dans la roche. La flottabilité qui en résulte réduit la résistance au frottement, ce qui peut entraîner la rupture de gros fragments de roche. Le flanc nord-est du Mönchsberg est artificialisé par Paris von Lodron dans le cadre des fortifications de la ville. Les pentes en direction de Mülln et Riedenburg ont également été balafrées pour des raisons de défense (traitées verticalement).

## Histoire
Aux petites heures du matin du 16 juillet 1669, probablement entre la deuxième et la troisième heure, la terre bouge et une paroi rocheuse du Mönchsberg tombe sur les bâtiments de la Gstättengasse, construits à proximité. La plupart des gens sont surpris alors qu'ils dorment. Le bruit réveille le quartier, beaucoup se sont précipités pour aider les victimes désespérées. Soudain, une autre partie de la montagne tombe. Une charge de pierres d'environ 2 000 quintaux s'abat sur la Gstättengasse et enterre les sauveteurs. Ce n'est que dans les jours suivants qu'il est possible de saisir pleinement l'étendue de la catastrophe : l'église Saint-Marc, la petite église dédiée à Notre-Dame sur le Bergl, le séminaire et les 13 maisons de la Gstättengasse sont détruites . Il y a plus de 220 morts à déplorer.

### Fortifications
Un mur de fortification continu sur le Mönchsberg est commencé au XIIIe siècle et considérablement renforcé après 1465. Le mur de défense et la tour de défense inférieure du Florianizwinger conservés à ce jour, ainsi que les deux tours de défense conservées du Falkenzwinger, datent de cette période médiévale. Sous l'archevêque Paris von Lodron, les fortifications de la ville de Salzbourg, y compris le Kapuzinerberg, le Mönchsberg et le Festungsberg, furent à nouveau améliorées et agrandies pendant la guerre de Trente Ans, transformant la ville en une forteresse imprenable selon les normes de l'époque.
La ville de Salzbourg ne fut jamais attaquée pendant la guerre de Trente Ans. L'archevêché de Salzbourg n'a jamais été membre de la Ligue catholique. Cependant, en raison des taxes très élevées pour les nombreuses nouvelles fortifications, pour l'équipement de leurs propres soldats et pour les dons à la Ligue catholique, la population ressentait encore de manière drastique les effets de la guerre.
Dès 1137 à 1143, l'Almkanal fut exploité à la frontière entre le Mönchsberg et le Festungsberg afin de conduire suffisamment d'eau dans la ville. En 1338, avec la permission de l'archevêque Frédéric III de Leibnitz, les citoyens de la ville drainent l'eau du bras du moulin de l'Almkanal dans un autre tunnel à travers le Mönchsberg, le bras municipal, jusqu'au Bürgerspital et au nord de ce qui était alors la vieille ville.
En 1874-1875, le premier grand réservoir d'eau de source est construit sur le Mönchsberg (1 080 m3). Aujourd'hui encore, la ville est alimentée en eau par un stockage de 25 000 m3 situé dans la montagne.
De grandes cavernes dans le Mönchsberg servent d'abris anti-aériens pendant la Seconde Guerre mondiale. Après 1970, de grands garages sont construits dans la montagne du Mönchsberg, qui offrent aujourd'hui plus de 1400 places de parking.